# Год собаки (фильм, 2009)
«Год собаки» (англ. A Dog Year) — драма, снятая режиссёром Джорджем Лаву   в 2009 году по роману Джона Катца c Джеффом Бриджесом в главной роли.

## Сюжет
Писатель Джон Катц переживает кризис среднего возраста. От него уходит жена, оставляя его с дочерью Эммой и их общим псом Стэнли.
Однажды Эмма замечает, что с собакой что-то не так, с отцом она отправляется к ветеринару. Диагноз неутешителен: у Стэнли порок сердца. Пёс умирает, но в то же время в доме писателя появляется Девон, чудом спасённая собака породы бордер-колли, которая полностью меняет его жизнь.

## В ролях
| Актёр            | Роль             |
| ---------------- | ---------------- |
| Джефф Бриджес    | Джон Катц        |
| Лорен Эмброуз    | Эмма дочь Джона  |
| Лоис Смит        | Лоис Блэр        |
| Донал Глисон     | Энтони Армстронг |
| Уэлкер Уайт      | Бренда Кинг      |
| Элизабет Марвел  | Марго            |
| Памела Стюарт    | Патти            |
| Дирдри О’Коннелл | Донна Брейди     |

## Награды и номинации
- Прайм-таймовая премия «Эмми»: лучшая мужская роль в мини-сериале или фильме на ТВ (Джефф Бриджес) — номинация